# Екологічна демократія
Екологічна демократія — політичний устрій держави, при якому враховуються права не тільки людей, а й  тварин,  рослин,  мікроорганізмів,  екосистем.
Побудова екологічної  демократії потребуватиме реалізації загального  виборчого права і пропорційної виборчої системи для урахування інтересів не тільки людей, а й інших живих істот, громадян цієї країни. Буде створено деяку додаткову систему стримувань і противаг, яка буде захищати не-людей від свавілля з боку людей і при цьому не суперечити демократії.
В екологічній демократії додається нова цінність — права природи. Джерелом влади при екологічній демократії є не тільки люди, але всі живі істоти. При екологічній демократії буде серйозно доопрацьовано систему прав громадян. У неї включаються права тварин, рослин, мікроорганізмів і екосистем. Для тварин це можуть бути права на життя, свободу, захист від непотрібного страждання з вини людини на рівні індивідуумів, а також право на існування на рівні індивідуумів. А також право на існування на рівні видів,  популяцій. Таке ж право має бути захищене для популяцій рослин і мікроорганізмів. Право на існування заслуговують і непорушені і слабо порушені природні екосистеми, що збереглися.
Для дієвого захисту прав природи при екологічній демократії будуть створені спеціальні суди з прав природи. Інтереси природних об'єктів в них представлятимуть спеціальні адвокати і на правах опікунів постраждалих тварин і рослин — представники природоохоронних громадських організацій. За прикладом  Європейського суду з прав людини є необхідність у створенні Міжнародного суду з прав природи, а також  політичних партій нового типу, що захищатимуть не людей, а інших живих організмів і екосистем, і посади уповноваженого з прав тварин (природи).
Екологічна демократія включає створення інститутів і  культури, які захищатимуть реінтеграцію  суспільства і  природи. Це означає, що метою  економічної активності є не сьогоднішній еко-катастрофічний «розвиток», яка користується попитом через високу  конкуренцію і «вимоги» прибутку, а задоволення потреб всіх громадян так, щоб можна було захистити істинну якість життя, яку може дати тільки гармонійні відносини суспільства і природи. Отже, екологічна демократія не може бути досягнута в рамках сучасної  ринкової економіки і, як наслідок, «зростаючої економіки» або в рамках будь-якої системи, основною метою якої є зростання, як централізована система «справжнього існуючого соціалізму».

## Ресурси Інтернету
- Экологическая демократия: 12 примеров практических действий Азербайджан, Армения, Беларусь, Грузия, Молдова, Украина  [Архівовано 21 лютого 2014 у Wayback Machine.]
- Экологическая демократия или у края пропасти? // Зеркало недели. Украина. — № 45, 21 ноября 2003.  [Архівовано 21 лютого 2014 у Wayback Machine.]
- Цели Содержательной Демократии  [Архівовано 8 травня 2013 у Wayback Machine.]